# 四樓的天堂
《四樓的天堂》（英語：Heaven on the 4th Floor）是2021年的台灣電視連續劇，由陳芯宜執導，黃秋生、謝盈萱、范少勳、王真琳、黃姵嘉、潘麗麗、陳家逵、李奇明、張嘉年（太保）演，並且是黃秋生首次參與演出台灣電視連續劇。劇集描述隱居於公寓四樓的神祕推拿師為人剖析疾病和心結的故事，全劇共10集。劇集自2021年10月9日起至同年11月6日止在公共電視台及其它多個頻道、網路平台播出，並在播出後獲得普遍好評。在2022年的第57屆金鐘獎中，《四樓的天堂》入圍五個獎項，最終擔綱女主角的謝盈萱拿下戲劇節目女主角獎。

## 製作

### 主題
《四樓的天堂》由陳芯宜、樓一安和張文綺編劇，陳芯宜指出，全劇以相對罕見的推拿為主題，藉由身體病徵與心理傷痛的連結，探討都會生活的不同困境。黃秋生表示這部戲「像夏天的一陣涼風，或是忙碌中的一杯茶」。

### 劇本
陳芯宜表示自己因為長期扛著攝影器材而有肩膀痠痛的問題，也有許多擔任攝影師、剪輯師的友人有類似毛病，而這些問題都是交給推拿師處理，便產生以推拿師為主角的想法。另一方面，作品也以西方的心理治療切入故事，試圖找到東西方文化的交集。陳芯宜花費一年時間進行田野調查，訪問中醫師、推拿師、心理諮商師、大提琴家、塗鴉客等各領域人士。之後陳芯宜找樓一安合作完成劇本，樓一安原本完全不相信推拿，並將自己對推拿的質疑融入劇本。團隊原先打算將作品拍成電影，並確立了四位主角及故事線，但後來他們認為探討身體與心理的主題更適合拍成影集，便發展成十三集的劇本，後來因為其它因素而改成十集，並在2020年5月9日開鏡。陳芯宜透露，在編寫劇本階段，包含黃秋生、謝盈萱、潘麗麗、陸弈靜和丁寧的角色，都已經是依照他們的模樣所打造。
《四樓的天堂》原創劇本及影像紀實書由台灣角川出版。

### 角色及演員

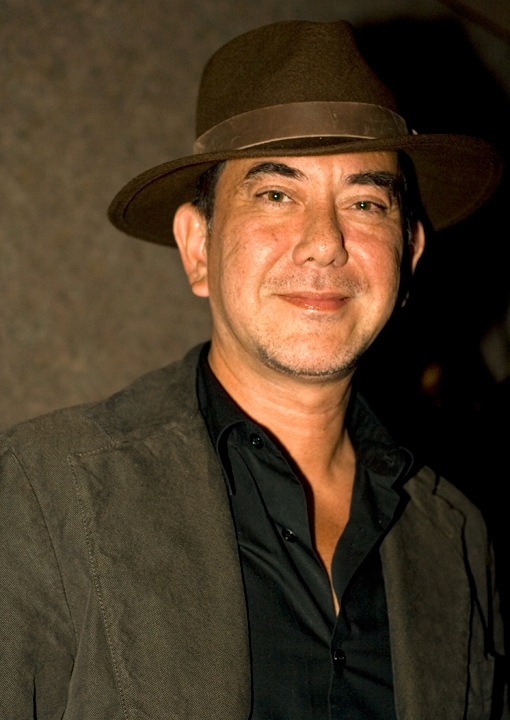
黃秋生在《四樓的天堂》中飾演經營私人推拿所的推拿師。

黃秋生飾演隱於老舊公寓的神祕推拿師天意，以獨特手法為客人解開病因。製作團隊到香港找黃秋生洽談演出，黃秋生表示自己正巧無事可做，劇本也不無聊，並認為團隊很專業，便接下邀約。這是黃秋生首次參與演出台灣電視連續劇，除了克服語言方面的隔閡，拍攝現場也請推拿顧問汪世展隨時指導，由於黃秋生有武術底子，學起推拿也特別快，甚至在開拍三個月後，還能為劇組同仁推拿脖頸。陳芯宜表示，原先劇本中的推拿師個性嚴肅、不苟言笑，黃秋生加入了自己的人生歷練和幽默感後，可謂和角色融為一體，而黃秋生也有意降低天意的神祕性，讓他看起來不像個老千。在拍攝此劇前，黃秋生對推拿是否具備功效抱持存疑態度，但在拍完後開始相信推拿確有其效，也認為和導演達成良好的合作，並對團隊每個部門都很滿意。此部作品也是黃秋生首次和謝盈萱合作，謝盈萱表示初見黃秋生時，認為他是充滿能量的獅子，而且閱人無數，能一眼看穿自己演藝實力，因此在和他相處時緊張到全身僵硬，而在相處之後，不但看到他背後的許多故事，也發現他淘氣逗趣的一面，並對他的按摩功夫十分滿意。此外，范少勳、王真琳、陸弈靜都表示，最初在與黃秋生對戲時都感到十分緊張。
謝盈萱在劇中飾演心理師張琪，一方面給予各種患者幫助，一方面也要處理自己和母親的關係。謝盈萱表示自己和陳芯宜見面後也一拍即合，兩人暢聊三小時，並決定接演此劇。謝盈萱認為心理師和戲劇表演有些雷同，並對此做足準備，除了接受諮商，也和數名心理諮商師晤談。因應劇情需要，謝盈萱一人分飾三角，除了「真實的張琪」之外，還演出張琪心中的兩個想法「紅衣張琪」和「黑衣張琪」，紅衣和黑衣會在張琪的生活遭遇衝突時出現，黑衣的個性自視甚高，會以類似母親的角度、以脅迫姿態對紅衣張琪說話。黃秋生對謝盈萱的表現十分讚賞，認為她敏感、知性且善於分析，稱「表演的時候有這種對手就是我的福氣」，並敬稱她為「大師」。不過他的讚許也起初也讓謝盈萱備感壓力，甚至考慮推掉演出。
范少勳飾演街頭塗鴉客范宇澤，向天意學習推拿工夫。為了符合角色形象，范少勳在三個月內減了12公斤的體重，並漫無目的地在礁溪、烏石港一帶閒晃，之後躺在圓山的河堤邊睡了一覺，他亦表示黃秋生分享許多表演建議，也給了許多角色的建議，讓他受益良多，黃秋生也稱讚范少勳很有前途。劇中有一場戲是范宇澤接受推拿後立刻湧現出情緒，范少勳本來難以想像此種情況，但實際演出時，范少勳從黃秋生身上感受到強大能量，眼淚直流，而那場戲也只拍一次便達到導演要求。在拍完此劇後，范少勳積極地希望和陳芯宜再次合作。
王真琳飾演內心壓抑的少女小綠。相較於其它主演，王真琳演藝資歷較淺，陳芯宜表示之所以選中王真琳，是相中她具有朦朧美感，並且和范少勳相襯。王真琳原先擔心自己經驗不足，會拖累拍攝進度，便閱讀許多心理學書籍試圖揣摩角色，而劇組也讓她和其他演員保持距離，協助她進入角色。之後王真琳表示自己演完此劇後獲益良多，有所成長。黃姵嘉飾演范宇澤的夥伴琳琳，兩人在劇中有段床戲，范少勳表示自己最初感到很緊張，不過因為事前排練過很多次，實際演出時雙方互動十分快速且乾脆俐落
陳家逵飾演張琪的密友德瑞克，性格看似尖酸，實為具包容力的引導者。陳家逵擔任過戲劇導演且有大量表演經驗，因此在劇中飾演劇場老師顯得游刃有餘，而他亦透過觀察同志好友的舉手投足，演繹出身為外顯同性戀者的德瑞克。陳芯宜和樓一安都認為這個角色很難詮釋，並對陳家逵的表現讚譽有加；潘麗麗飾演張琪的母親顏玉梅，張媽媽單親扶養張琪長大，並希望女兒按照世俗標準結婚生子，因此長期和女兒有價值觀衝突，心結甚深。劇中有一場兩人背對背哭泣，都不肯向對方示弱的戲，謝盈萱指出兩個角色的距離感比吵架更難詮釋，並稱讚潘麗麗把氣氛帶得很好。
馬志翔飾演已婚的醫師莊子裕，和張琪是相互陪伴但未定義彼此關係的伴侶。馬志翔認為，即使自己和謝盈萱的節奏不同，也都能抓到對方，並認為和她對戲的狀態是舒服的，而謝盈萱也贊同此說法；丁寧飾演嚴以律己、嚴以待人的主管妮可，陳芯宜認為丁寧的氣場很強，非常契合這個角色。丁寧表示自己在拍戲時因為必須維持鎖眉聳肩的姿態，才拍一天就感到全身痠痛；孫可芳飾演歌手勒托。她為戲練唱三個月，並在劇中演唱〈戴面具的人〉，該曲由守夜人創作，歌詞由陳芯宜、樓一安撰寫；葉慈毓飾演對自己身體感到不滿，有意進行平胸手術的女子。故事並未揭示她最後是否進行手術，葉慈毓認為這個設計很有意思；盧以恩飾演視障大提琴手，她在開拍前花兩個月時間學琴，也花三個多月揣摩視障者的生活；張嘉年（太保）飾演天意的黑幫兄弟。張嘉年認識黃秋生多年，但該劇為兩人首次合作。

## 播出
《四樓的天堂》全劇共十集，在2021年10月7日舉行開播記者會，並自2021年10月9日起，每週六晚間9點於公視播出，每週播出兩集，晚間10點可在公視+、MOD、Hami video收看，並會在隔日晚間6點上架串流平台Netflix，隔週六晚間6點於myVideo、LINE TV更新。在正式開播前，該劇的第一集和第二集先於2021年台北電影節開幕日，即2021年9月23日首映。LiTV 線上影視於2023年8月29日全劇上架。

## 劇集列表
| 集數 | 標題                | 首播日期       | 收視率 |
| --- | ------------------- | -------------- | ------ |
| 1 | 心裡的傷 身體會記住 | 2021年10月9日  | 待定   |
| 來自香港的推拿師天意（黃秋生飾）在舊公寓的四樓經營沒有招牌的推拿會所，該處被稱為「四樓的天堂」，但他並不將此視為生意，客人也都是經人介紹或隨緣而至。張琪（謝盈萱飾）是位頗有名氣的心理師，是天意的老客戶，除了自己的生活，她也為了罹患卵巢癌的母親（潘麗麗飾）而煩惱。經營一甲子的豆漿店將因重劃而被迫拆遷，和祖母（張百惠飾）相依為命的劇場工作人員小綠（王真琳飾）也擔心自家可能受影響。熱衷社會運動的范宇澤（暱稱「宇宙」，范少勳飾）為反迫遷而奔波，在半夜於迫遷處塗鴉時與小綠重逢，之後宇宙在被追捕時失足，被天意帶回救治。 |                     |                |        |
| 2 | 與身體有距離的人    | 2021年10月9日  | 待定   |
| 天意經過推拿後，看出宇宙長期壓抑自身感情，天意還替有性別認同障礙的麵包品管員（葉慈毓飾）做推拿。塗鴉引起媒體關注，小綠推斷作者是宇宙，兩人便聊起往事，宇宙的夥伴琳琳（黃姵嘉飾）知情後，也對小綠的出現感到吃味。宇宙再次接受推拿，想起自己與小綠過去就是否繼續從事社運一事而爭執，不禁低頭啜泣。另一方面，小綠受到舞台劇導演德瑞克（陳家逵飾）賞識，將在他的新戲中演出。 |                     |                |        |
| 3 | 過去的幽靈          | 2021年10月16日 | 待定   |
| 天意替長期藉著吸毒提神的卡車司機（吳昆達飾）推拿，並在嗅出司機有毒癮後表示自己能力有限。張琪為了看顧母親而搬回家住，但母親不斷逼她結婚生子，兩人因世代差異很爭執不斷，她也經常向身為兒童心智科權威的好友莊子裕（馬志翔飾）訴苦。天意以前的黑幫同夥傑哥（張嘉年飾）出獄後找上天意，邀他到金邊做生意，但天意不願再涉足江湖。宇宙發現先前的塗鴉被其他塗鴉蓋掉，反破遷的輿論熱度也逐漸消退，他按天意要求寫下自己的經歷，並提到自己顛沛流離的過去，天意認為他需要的是一個家。                                                         |                     |                |        |
| 4 | 女孩勇往直前        | 2021年10月16日 | 待定   |
| 企業主管妮可（丁寧飾）無論律己待人都十分嚴格，過大的壓力導致她在慢跑時常感膝蓋疼痛，她就此向天意求助，並在經過推拿後試圖改變自己。經德瑞克指導，小綠開始展露表演才能。在政府著手清除塗鴉後，小綠和宇宙及他的塗鴉小隊搭上線，請三位為反迫遷運動出力。張琪和母親的隔閡依舊，在接受天意推拿時，她意識到自己的身體有異樣感，但不清楚感覺為何。 |                     |                |        |
| 5 | 戴面具的人          | 2021年10月23日 | 待定   |
| 以暗黑形象著稱的歌手勒托（孫可芳飾）扭傷左腳，宇宙把她介紹給天意，在接受推拿後，她反思自己是否與公眾形象相符。張琪和莊子裕醫師的關係被媒體曝光，因莊醫師已有家室，此事被傳為緋聞。張琪隨天意上山散心，而母親和德瑞克也給予支持，莊醫師則發稿澄清，並未連繫張琪。宇宙請天意收自己為徒，小綠在接受德瑞克指導時受了腰傷，但她拒絕接受宇宙的好意，並斥責他對五年前的不告而別避重就輕。 |                     |                |        |
| 6 | 95分                | 2021年10月23日 | 待定   |
| 張琪的母親因病倒下，使得母女關係逐漸冰釋，之後母親便撒手人寰。雖然莊醫師打算和張琪斷絕關係，使張琪懷疑雙方兩年來的相處，但她終究放下這段關係，德瑞克鼓勵她追求天意。天意為鄰居詹老師（陸弈靜飾）推拿時發現異狀，詹老師就醫後發現有大腸腫瘤，而她的兒女平時疏於看顧母親，並且都對喋喋不休的母親感到不耐。 |                     |                |        |
| 7 | 把過去打包          | 2021年10月30日 | 待定   |
| 宇宙跟隨天意，從洗衣燒飯、紮馬站樁開始，再學經絡、臟腑和推拿，他也在協助詹老師整理房間時有所感悟。在反迫遷團體和塗鴉小隊的影響下，社區成為熱門景點，豆漿店也成為社區工作站，但法院依然判決社區敗訴，與此同時，塗鴉小隊也開始受環保局關注，宇宙和琳琳的關係逐漸疏離。張琪處理母親後事、並持續進行諮商工作，並懊悔已經沒有時間和母親和解。 |                     |                |        |
| 8 | 親密對話練習        | 2021年11月30日 | 待定   |
| 小綠接受天意推拿，體會到自己不時感受到生活的勞累，並暗自啜泣。耳聞這些的宇宙以此為契機，和小綠談起往事並逐漸和解。宇宙持續為反迫遷努力，天意注意到他精神不集中，便和他說起自己的往事，提點他要懂得生活。在為小綠推拿時，天意也反思自己需要處理和女兒的關係。 |                     |                |        |
| 9 | 療癒者的療癒        | 2021年11月6日  | 待定   |
| 天意多年來做著同樣的惡夢，張琪發現此事後，天意解釋自己和師父的兒子阿祥（范少勳飾）稱兄道弟，兩人一起做傑哥保鑣，某日傑哥和人談判演變成駁火，阿祥就此身亡，天意也和妻女失散。小綠和劇場伴奏樂手以莉（盧以恩飾）關係漸篤，某日以莉摔傷，小綠帶她給天意推拿，而德瑞克也試圖建議她的自信。公演當日，以莉的演奏深深觸動天意，因為這正是他夢裡千迴百轉的旋律，也是他妻子哄女兒睡覺的吟唱。 |                     |                |        |
| 10 | 成為一個完整的人    | 2021年11月6日  | 待定   |
| 公演圓滿結束，天意和以莉相認之後，他累積在體內多年的瘀結終於化解，並在接受宇宙搥背時潸然涕下。天意決定暫時休息，不過還是願意繼續幫張琪推拿。反迫遷團體終究擋不下強拆，宇宙的塗鴉作品被基金會蒐集並公開展出，但他卻在塗鴉時失足墜落重傷，宇宙的同伴們趁夜間潛入展場，塗掉他的作品並僅留其簽名，試圖彰顯他的意志。故事最後，天意大筆一揮，在宣紙上寫下「天堂」二字，並灑下點點墨跡。 |                     |                |        |

- 公視平均收視率：0.82[33]

## 迴響

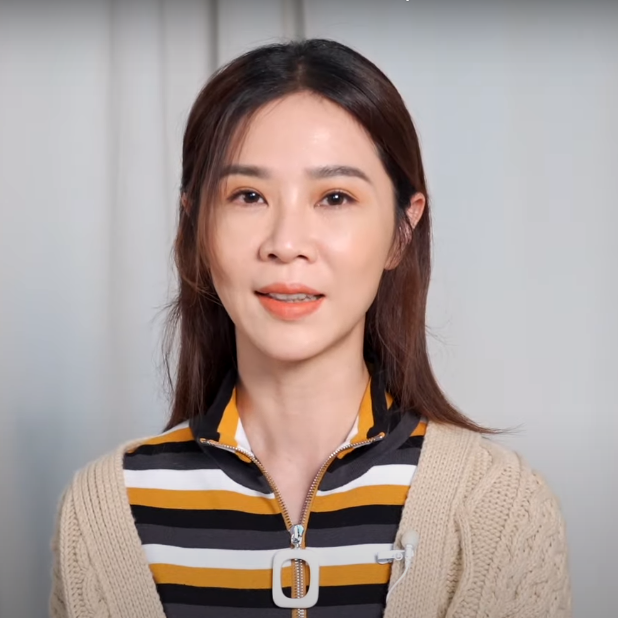
謝盈萱在《四樓的天堂》中飾演心理師張琪，並因此獲得金鐘獎戲劇節目女主角獎。

《四樓的天堂》自釋出預告片起便引起熱議。整體而言，該劇在台灣獲得普遍的好評，被稱為具有療癒風格的慢步調戲劇。然而因為黃秋生支持香港獨立的政治立場，使得此劇在中國大陸的評價毀譽參半，另外也有許多觀眾對於范宇澤一角的結局感到惋惜。包括黃秋生、謝盈萱、范少勳、陳家逵、王真琳、陸弈靜、盧以恩等人的演技都受到觀眾好評，也有評論以依附理論分析張琪和母親的關係，或解析幾位角色的心理防衛機制。
此外，在節目播出後，劇組推拿顧問汪世展的前妻黃琬婷聲稱，汪世展曾多次逾越專業，透過推拿性騷擾女性，甚至曾和未成年女性發生性關係，不過她也表示劇中呈現的按摩手法合情合理。對此，劇組表示未曾聽聞黃琬婷指涉的相關情事，並表示堅持追求性別平等與工作倫理。數日後，汪世展發布道歉聲明，坦承自己多年前曾經犯錯，也已經深刻懺悔，並表示劇中主角的形象與自己毫無關聯。

### 獲獎
在2022年的第57屆金鐘獎中，《四樓的天堂》一共入圍戲劇節目的五個獎項，包括編劇獎、女主角獎、男配角獎、女配角獎和節目剪輯獎，其中入圍女主角獎的謝盈萱同時也以《俗女養成記2》入圍女主角獎，形成雙料入圍。最終謝盈萱以一票之差勝過以《華燈初上》入圍同一獎項的楊謹華，憑此劇贏得了女主角獎，評審團總召陳慧玲透露，謝盈萱一個人扮演角色三種身分，展現演員的廣度，正是她勝出的關鍵。然而謝盈萱在領獎後，卻不慎於頒獎台上感謝《俗女養成記2》的編劇，她在意識到自己失言後，罵了一句「Fuck」，引發全場歡呼鼓掌，金鐘獎典禮主持人鍾欣凌上前緩頰，展示記載得獎者的字卡，並宣稱這是「今晚金鐘最高潮」，再次引發掌聲和歡呼。之後謝盈萱繼續發表得獎感言，並立即向《四樓的天堂》編劇陳芯宜致歉。而在後續慶功宴上，謝盈萱也向她單膝下跪道歉，並感謝團隊沒有計較失言。
| 年度   | 頒獎單位     | 獎項名稱         | 入圍者                 | 結果 |
| 2022年 | 第57屆金鐘獎 | 戲劇節目編劇獎   | 陳芯宜、樓一安、張文綺 | 提名 |
| 2022年 | 第57屆金鐘獎 | 戲劇節目女主角獎 | 謝盈萱                 | 獲獎 |
| 2022年 | 第57屆金鐘獎 | 戲劇節目男配角獎 | 陳家逵                 | 提名 |
| 2022年 | 第57屆金鐘獎 | 戲劇節目女配角獎 | 王真琳                 | 提名 |
| 2022年 | 第57屆金鐘獎 | 戲劇類節目剪輯獎 | 蘇珮儀、陳芯宜         | 提名 |

## 外部連結
- 四樓的天堂的Facebook專頁
- 互联网电影数据库（IMDb）上《四樓的天堂》的资料（英文）